# Розела білогорла
Розела білогорла (Platycercus eximius) — вид птахів родини Папугові (Psittacidae), мешкає на південному сході  Австралії та в  Тасманії. Вид інтродукований у  Новій Зеландії. Інші назви: розела строката, розела звичайна.
Середнього розміру папуга, довжиною до 30 см. Зустрічається в рідколіссях, саваннах, садах і парках. Харчується насінням та фруктами, інколи комахами. Гніздиться, як і інші розели в дуплах дерев.
Часто зустрічається в неволі. Вид невибагливий до умов, швидко звикає до людини, має миролюбний та спокійний характер. Слова вчить неохоче, віддає перевагу повторенню різних мелодій.

## Галерея

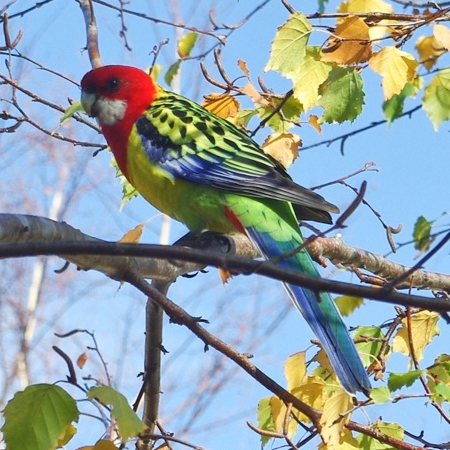
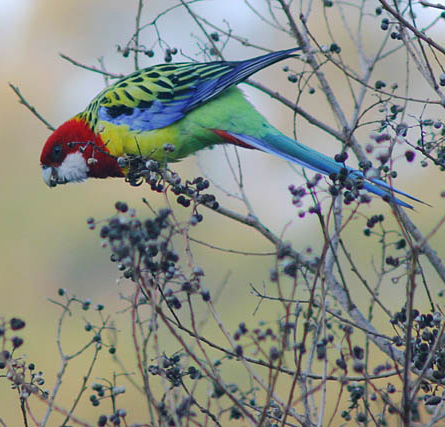
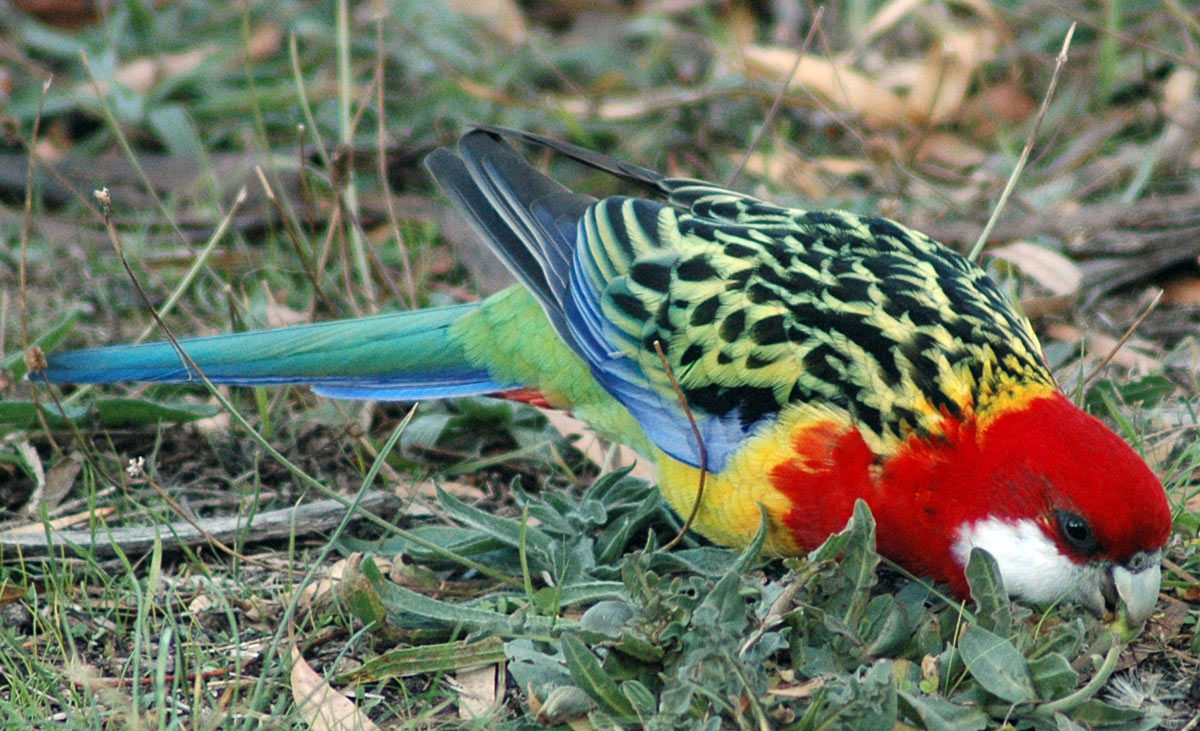
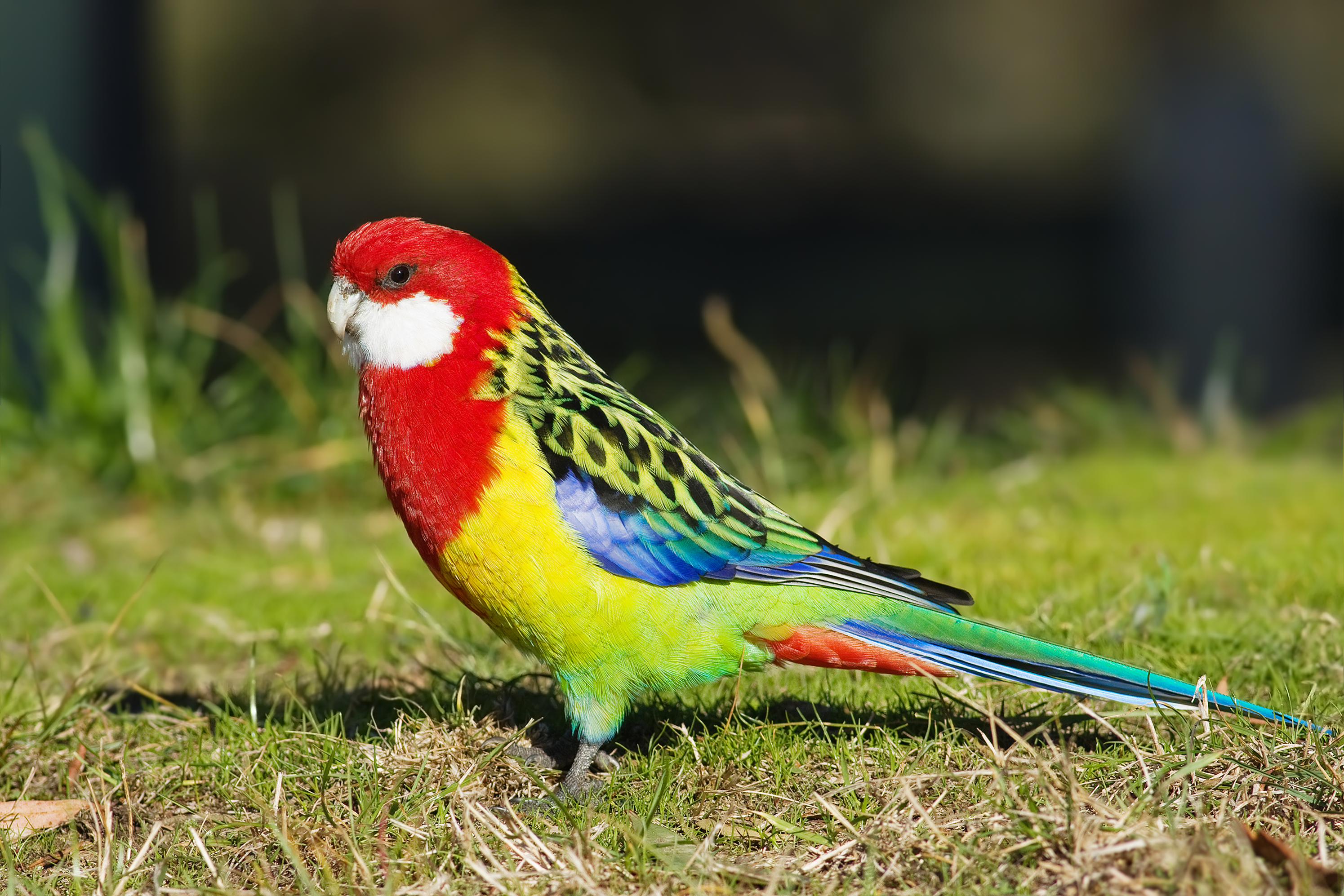